# Saint-André-de-Najac
Saint-André-de-Najac è un comune francese di 434 abitanti situato nel dipartimento dell'Aveyron nella regione dell'Occitania.

## Società

### Evoluzione demografica
Abitanti censiti